# Grobla (grodzisko)

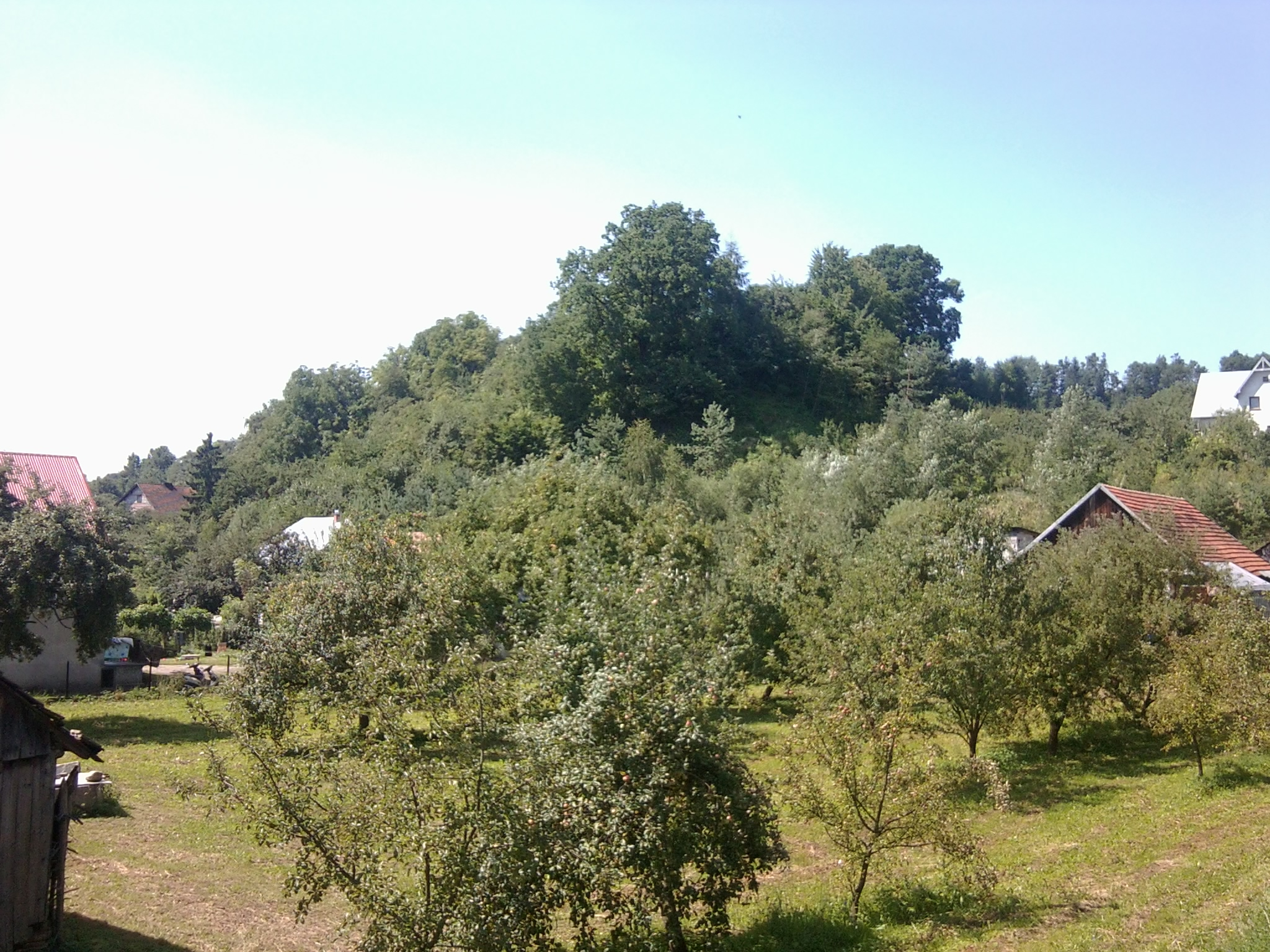
Wzniesienie, na którym istniał gród

Grobla – grodzisko wczesnośredniowieczne i stanowisko archeologiczne położone w centralnej części Podegrodzia, na trójkątnym cyplu o wysokości 345 m n.p.m. Podczas prac archeologicznych odnaleziono ślady wczesnych kultur datowanych na VIII-X w.
Gród otoczony był wałem z kamienia, drewna i ziemi o szerokości ok. 5 m. Wzdłuż niego biegła brukowana ścieżka. Wjazd do grodu prawdopodobnie znajdował się w zachodnim załamaniu wałów. Wewnątrz grodu znajdowała się drewniana zabudowa, z siedzibą kasztelana sądeckiego.
Pod grodem, w kierunku północnym rozciągały się zabudowania mieszkalne Podegrodzia. Wokół nich nie znaleziono żadnych śladów umocnień. Według znalezionej ceramiki przypuszcza się, że podgrodzie ciągnęło się na przestrzeni ok. 800 m i zajmowało obszar 8-15 ha.
W grodzie mieścił się cmentarz i kościół datowany na 1014 r., który od I połowy XIII pełnił rolę kościoła parafialnego. Znajdowała się tu również karczma, której istnienie potwierdza dokument z 1268 r. Gród trzykrotnie ulegał spaleniu i tyle samo razy był odbudowywany. Jego istnienie kończy się nie wcześniej niż w II połowie XIII w.

## Toponimika nazwy
Słowo Grobla w powszechnym znaczeniu oznacza tamę, wał przeciwpowodziowy, ale w tym przypadku nie ma nic wspólnego z tymi budowlami. W dawnych językach południowych Słowian (czeskim, słowackim, bułgarskim) wyraz ten oznaczał wzgórze, mogiłę, a w języku ukraińskim grzbiet góry.